# Kościuszki (Olsztyn)
Osiedle Kościuszki – osiedle (jednostka pomocnicza gminy), stanowiące część oficjalnego podziału administracyjnego Olsztyna, położone w centralnej części miasta. Osiedle pełni funkcje usługowo-mieszkaniową; zabudowana głównie przez przedwojenne kamienice oraz wybudowane w latach 50. i 60. XX wieku budynki mieszkalne i użyteczności publicznej.

## Granice osiedla
- od północy: od skrzyżowania ul. A. Mickiewicza z ul. M. Kopernika w kierunku wschodnim dalej do ul. B. Głowackiego, a następnie przez Park im. J. Kusocińskiego.
- od wschodu: w kierunku południowym do al. Marszałka J. Piłsudskiego, przecina ją na wysokości numeracji porządkowej 44 parzyste i 53 nieparzyste, dalej osią al. Obrońców Tobruku do ul. Żołnierskiej przecina ją na wysokości numeracji porządkowej 18 parzyste i 17 nieparzyste do ul. 5. Wileńskiej Brygady AK. Tu granica załamuje się w kierunku wschodnim  i  południowym  skrajem  ul. 5. Wileńskiej Brygady AK dąży  do  skrzyżowania z ul. Dworcową. Dalej załamuje się w kierunku południowym i biegnie granicą ogrodów działkowych  do al. gen. W. Sikorskiego, graniczy od południowego wschodu z osiedlem Nagórki.
- od południa: w kierunku północnym i zachodnim skrajem al. gen. W. Sikorskiego od nieruchomości o numeracji porządkowej ul. Dywizjonu 303 2-8 do al. Obrońców Tobruku, następnie osią  tejże alei do rzeki Łyny i od południa graniczy z osiedlem Brzeziny.
- od zachodu: granica przebiega w kierunku północnym po rzece Łynie do ul. 22 Stycznia i dalej do ul. E. Plater, przecina al. Marszałka J. Piłsudskiego i dalej biegnie ul. M. Kopernika do skrzyżowania z ul. A. Mickiewicza tj. z punktu wyjścia.

## Ważniejsze obiekty
- Planetarium Lotów Kosmicznych im. Mikołaja Kopernika
- Obserwatorium astronomiczne (dawna wieża ciśnień)
- Wydział Nauk Medycznych Uniwersytetu Warmińsko-Mazurskiego
- Wydział Nauk Społecznych Uniwersytetu Warmińsko-Mazurskiego
- VI Liceum Ogólnokształcące im. Gabriela Narutowicza
- Szkoła Podstawowa nr 2 im. Jarosława Dąbrowskiego
- Poradnia Psychologiczno-Pedagogiczna Nr 3
- Specjalny Ośrodek Szkolno-Wychowawczy im. Kornela Makuszyńskiego
- Specjalny Ośrodek Szkolno-Wychowawczy dla Dzieci Niesłyszących im. Marii Grzegorzewskiej
- Pałac Młodzieży
- Szkolne Schronisko Młodzieżowe
- Przedszkole Miejskie Nr 17
- Sala Królestwa zboru Świadków Jehowy[2]
- Teatr Lalek
- Gimnazjum nr 22
- Kościół Rzymskokatolicki Pw. Najświętszego Serca Pana Jezusa
- Urząd Miasta
- Urząd Marszałkowski
- Urząd Wojewódzki
- Zespół Szkół Budowlanych
- OSiR Olsztyn
- Urząd Statystyczny
- Centaurus

## Sieć drogowa i komunikacja

### Komunikacja miejska
Przez teren osiedla przebiegają trasy 14 linii dziennych oraz jednej nocnej: 103, 105, 106, 107, 110, 111, 113, 116, 117, 120, 127, 128, 304 oraz N01. Nieopodal przebiegały także trasy linii 101 i 109.